# Josef Zamazal (malíř)
Josef Zamazal (20. června 1899 Vsetín - 16. února 1971 Brno), byl český akademický malíř, redaktor, pedagog, spisovatel, ilustrátor, kreslíř a výtvarný kritik.

## Život
Josef Zamazal se narodil ve Vsetíně do kultivované rodiny městského lékaře MUDr. Josefa Zamazala a jeho ženy Žofie rodem Nováčkové. V rodině vyrůstal s mladším bratrem Jaroslavem, který projevoval obdobné nadání. Před rokem 1910 se rodina patrně přestěhovala do Brna, kde Josef navštěvoval 1. české gymnázium a zde rovněž absolvoval své první umělecké vzdělání, když v letech 1910-1914 navštěvoval Doležilovu malou malířskou školu. Dobře připraven odešel do Prahy, kde v letech 1916-1923 studoval na pražské malířské akademii, kde asolvoval:
- I. II. III. ročník všeobecné školy (přípravka) ve:
  - školním roce 1916/17 u prof. Loukoty
  - školním roce 1917/18 u prof. Bukovace a Nechleby
  - školním roce 1918/19 u prof. Bukovace a Nechleby
- Speciální škola prof. J. Štursy, ve:
  - školním roce 1919/23, v roce 1923 absolvoval

Poté absolvoval studijní cesty do Drážďan, Vídně, Mnichova a Paříže, ale po nenadálé smrti otce se vrátil do Brna, kde již zůstal až do své smrti.
V letech 1928-33 byl asistentem kreslení na VUT v Brně u prof. Fr. Hlavici a na doporučení Josefa Čapka v letech 1923/33 jako výtvarný asistent Lidových novin. Přispíval rovněž do mnoha časopisů, např. Nebojsa, Host, kde v letech 1923/24 vedl výtvarnou rubriku, Veraikon, Naše Valašsko a Dílo, psal odborné články do Lidových novin a byl u vzniku brněnské Skupiny umělců výtvarných. Zemřel v Brně v polovině února roku 1971.
Josef Zamazal maloval krajiny, zátiší i figurální kompozice, inspiroval se také v rodném kraji, kde od roku 1937 pravidelně pobýval.

## Výstavy (výběr)

### Autorské
- 1930 Výstava obrazů a kreseb Josefa Zamazala, Alšova síň Umělecké besedy, Praha
  - Výstava obrazů a kreseb akad. malíře Josefa Zamazala, Klub přátel umění v Olomouci, Olomouc
- 1931 Souborná výstava obrazů Josefa Zamazala, Klub výtvarných umělců Aleš, Brno
- 1934 Souborná výstava akad. malíře Josefa Zamazala, Pavilon na Žerotínově náměstí, Brno
- 1941 Výstava obrazů a kreseb Josefa Zamazala, Galerie Hollar, Praha
- 1950 Malíř Josef Zamazal, Dům umění města Brna, Brno
- 1956 Josef Zamazal: Práce z posledních let, Dům umění města Brna, Brno
- 1990 Josef Zamazal: Obrazy, Galerie Stará radnice, Brno

### Kolekivní
- 1930 Členská výstava Umělecké besedy, Obecní dům, Praha
- 1936 I. jarní Zlínský salon, Zlín
- 1937 II. jarní Zlínský salon, Zlín
- 1938 III. jarní Zlínský salon, Zlín
- 1939 Gobeliny a koberce zemského gobelinového a kobercového ústavu ve Valašském Meziříčí, Topičův salon, Praha
- 1941 Bílá Labuť českému umění, Bílá Labuť, Praha

a další